# Mille Miglia 1928
La Mille Miglia 1928 è stata una corsa automobilistica di velocità su strada.
Disputata tra il 31 marzo e il 1º aprile 1928 su un percorso stradale da Brescia a Roma e ritorno venne vinta da Giuseppe Campari e Giulio Ramponi che coprirono l'intera distanza di 1621 km su un'Alfa Romeo 6C 1500 SS con compressore Spider Zagato ufficiale in 19 ore 14 minuti e 5 secondi alla velocità media di 84,128 chilometri orari. Questa fu la prima delle 11 Mille Miglia vinte dall'Alfa Romeo e delle due vinte da Campari.

## Categorie
Le vetture erano suddivise in classi in base alla cilindrata. Si iscrissero 91 concorrenti, di questi 82 presero il via da Brescia e solo 40 di loro completarono il percorso.
| Sigla | Categoria            |
| ----- | -------------------- |
| S 1.1 | Sport entro 1100 cm3 |
| S 1.5 | Sport entro 1500 cm3 |
| S 2.0 | Sport entro 2000 cm3 |
| S 3.0 | Sport entro 3000 cm3 |
| S 5.0 | Sport entro 5000 cm3 |

## Percorso
Rispetto al tracciato dell'anno precedente il percorso subì delle piccole modifiche.
Brescia — Montichiari — Asola — Canneto sull'Oglio — Piadena — Casalmaggiore — Parma — Reggio Emilia — Modena — Bologna — Passo della Raticosa — Passo della Futa — Firenze — San Casciano in Val di Pesa — Poggibonsi — Siena — San Quirico d'Orcia — Radicofani — Bolsena — Viterbo — Monterosi — Madonna di Bracciano — Roma — Civita Castellana — Narni — Terni — Valico della Somma — Spoleto — Foligno — Perugia — Gubbio — Fossato di Vico — Fabriano — Castelraimondo — Tolentino — Macerata — Villa Potenza — Loreto — Ancona — Senigallia — Fano — Pesaro — Rimini — Cesena — Forlì — Faenza — Imola — Bologna — Ferrara — Rovigo — Monselice — Padova — Noale — Treviso — Cornuda — Feltre — Primolano — Bassano — Marostica — Vicenza — Lonigo — Verona — Peschiera del Garda — Desenzano del Garda — Brescia.
Così modificato il tracciato raggiunse una distanza complessiva di 1618,200 km; 10,000 in meno rispetto all'anno precedente dovuti essenzialmente a piccole deviazioni.

## Gara

### Resoconto
Il percorso della seconda edizione della Mille Miglia rimase simile a quello dell'anno precedente a differenza delle auto che, grazie al nuovo regolamento internazionale, si rinnovarono divenendo delle vetture Sport vere e proprie, con due soli posti e molto più "corsaiole" rispetto alle turismo modificate dell'anno precedente. Il successo della prima edizione venne confermato dall'aumento, seppur lieve, del numero degli iscritti e dall'interessamento da parte di marchi stranieri. 

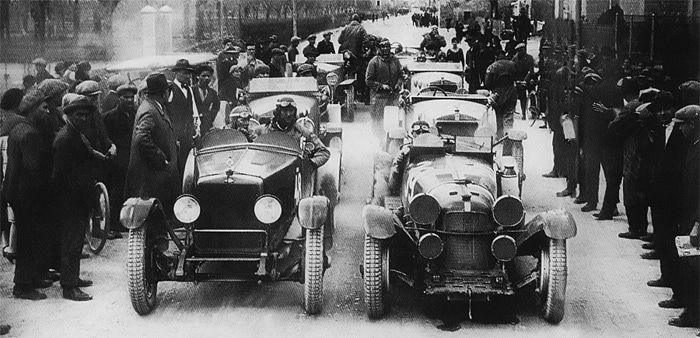
L'Ansaldo 6B IV Serie #48 di Bucchetti - Turner e la Maserati Tipo 26 MM #39 di Aymo Maggi ed Ernesto Maserati alla partenza della II Coppa delle 1000 Miglia 1928

Dopo la tripletta nella prima edizione la OM decise di difendere il titolo di Minoja-Morandi migliorando le già vincenti 665 "Superba" S in Mille Miglia Spider e schierando una squadra di primo livello composta dagli equipaggi Rosa - Mazzotti (uno dei quattro fondatori della corsa), Morandi - Coffani, Masperi - Serboli, Schieppati - Arcangeli e Renzi - Comotti.
Dopo aver condotto la gara sin quasi alla fine con la grande RL SS torpedo Mille Miglia l'Alfa Romeo decise di riprovare a vincere la corsa, ma stavolta con le nuove 6C 1500 SS Spider Zagato, progettate da Vittorio Jano, assistite direttamente dall'Alfa Romeo e affidate ai validi equipaggi come quelli composti da Attilio Marinoni con Giovanni Battista Guidotti, Guido Mancinelli, in gara con Carlo Bruno, Presenti - Canavesi e Guatta - Bornigia. Discorso a parte merita la vettura affidata a Giuseppe Campari e Giulio Ramponi, è infatti l'unica 6C 1500 SS Spider Zagato dotata del compressore tra tutte quelle schierate alla partenza.
La Lancia schierò ufficiosamente le sue Lambda 8ª serie 221, alcune spider Casaro, per i temibili Ermenegildo Strazza e Attilio Varallo insieme a Gismondi - Valsania, Giacosa - Storari, Scarfiotti - Lasagna e dalle coppie di fratelli Benelli e Battaglini; tutti in classe 3000. Tra le vetture italiane partivano anche delle Itala tipo 61, la migliore delle quali guidata da Franco Cortese, e, su una Maserati tipo 26 MM Sport molto veloce, Aymo Maggi, un altro dei fondatori della corsa, ed Ernesto Maserati.
La concorrenza straniera è ben rappresentata dalla Bugatti che partono con i favori del pronostico per la vittoria assoluta schierando a Brescia tre nuove tipo 43 torpedo Sport per tre veloci equipaggi composti da Pietro Bordino, con De Gioannini, da Gastone Brilli-Peri, insieme a Lumini, e da Tazio Nuvolari, con Amedeo Bignami. Sempre su una Bugatti, ma Tipo 35 B Sport, partono Achille Varzi e il meccanico Tabacchi.
Anche le case americane Chrysler e LaSalle, che tentano di entrare nel mercato italiano, scendono in gara per pubblicizzare le proprie vetture, che a differenza delle concorrenti d'oltralpe sono vere automobili di serie, non elaborate appositamente per la corsa. Quattro Chrysler 72 vennero affidate a Leonardi - Ciriaci, Lodolini - Ruggieri, Emilio Materassi - Rodolfo Caruso e Manuel de Teffé, in coppia con la "baronessa" Maria Antonietta Avanzo, la prima donna a competere alla maratona bresciana; mentre due LaSalle furono consegnate nelle mani esperte dei primi tre classificati nella prima edizione della corsa, Ferdinando Minoia - Renato Balestrero e Mario Danieli - Corrado Lotti. Tra le 1100 partono molte Fiat 509 su diversi livelli di preparazione insieme ad altre concorrenti straniere come una Peugeot 5CV tipo MM e due Salmson, di cui una per Luigi Fagioli.

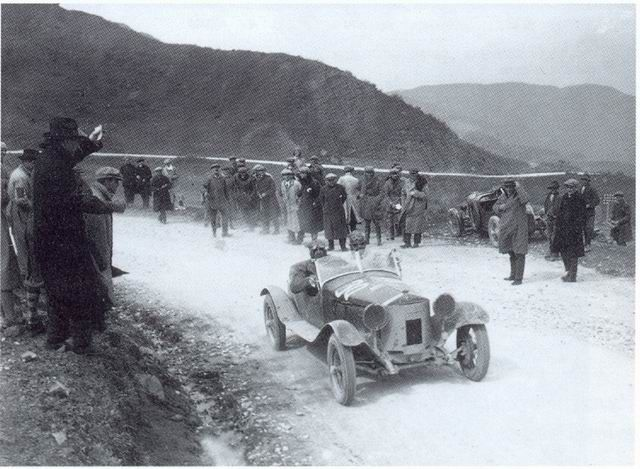
L'Alfa Romeo 6C 1500 SS con compressore Spider Zagato ufficiale di Giuseppe Campari e Giulio Ramponi mentre supera il passo della Raticosa

La partenza viene data alle 8 del mattino e la gara inizia a ritmo sostenuto con le Bugatti T43 che passano subito in testa grazie a Nuvolari, primo a Bologna seguito da Brilli-Peri a 5 minuti e da Bordino a 6; l'Alfa Romeo sovralimentata di Campari, le Lancia di Strazza e di Scarfiotti e la OM di Morandi inseguivano le Bugatti anche a Firenze, dopo il tratto appenninico, che aveva costretto al ritiro ben due Chrysler 72, la Maserati 26 MM Sport di Maggi - Maserati e la Bugatti T35 B di Varzi - Tabacchi.
Attraversando la Toscana Giuseppe Campari e Attilio Marinoni accelerano l'andatura con la loro Alfa Romeo 6C 1500 SS con compressore Spider Zagato e giungono a Roma con 5 minuti di vantaggio sulla Bugatti T43 di Tazio Nuvolari, rallentato da alcuni problemi meccanici, 9 sulla Lancia Lambda di Gismondi, 10 sulla Bugatti di Brilli-Peri e 12 sulle Lancia di Radice e sulla seconda Alfa Romeo 6C 1500 di Bornigia - Guatta. Sulla via del ritorno a Brescia l'Alfa Romeo di Campari - Ramponi mantiene saldamente la testa della corsa mentre infuria la bagarre per le piazze d'onore, in cui si alternano Marinoni e Mazzotti su due OM 665 "Superba" S MM Spider, Brilli-Peri - Lumini e Nuvolari - Bignami su due delle tre Bugatti T43 e Gismondi - Valsania su una Lancia Lambda Spider Casaro.
In particolare Gismondi - Valsania sulla loro Lambda a Bologna ridussero il distacco a soli 3 minuti dall'Alfa Romeo 6C 1500 di Campari - Ramponi prima di rompere la vettura e ritirarsi nei pressi di Rovigo. Però, nell'ultima parte della gara, sulle strade del Veneto, un'altra Lancia Lambda, quella di Strazza - Gismondi, comincia a recuperare terreno insieme alla OM 665 "Superba" S MM Spider di Rosa - Mazzotti; entrambi autori di un'ottima parte finale di gara ma che non riesce a portar loro alla vittoria.

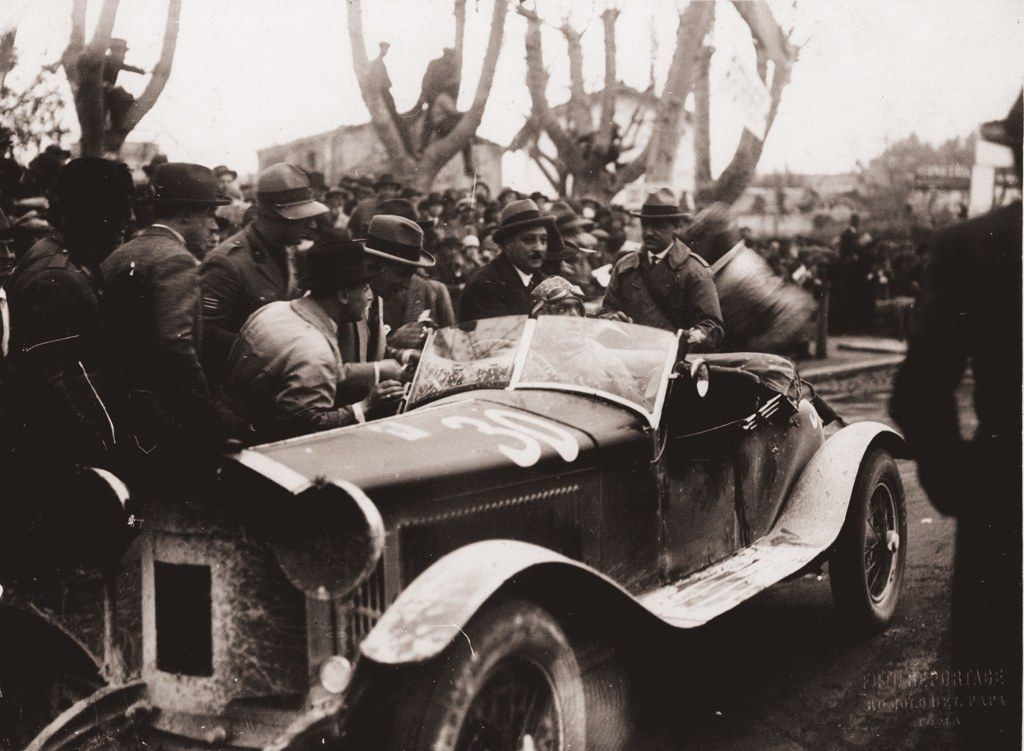
L'Alfa Romeo 6C 1500 SS con compressore Spider Zagato ufficiale di Giuseppe Campari e Giulio Ramponi al traguardo di Brescia

Infatti dopo 1618,2 km di gara l'Alfa Romeo 6C 1500 SS con compressore Spider Zagato ufficiale di Giuseppe Campari e Giulio Ramponi tagliò il traguardo a Brescia dopo 19 ore 14 minuti 5 secondi, stabilendo un nuovo record, seguita dalla OM 665 "Superba" S MM di Archimede Rosa e Franco Mazzotti e dalla Lancia Lambda 221 Spider Casaro di Ermenegildo Strazza e Attilio Varallo. I primi tre si classificarono anche primi delle rispettive classi fino a 1,5, 2,0 e 3.0 litri.
Al 4º e al 5º posto si classificarono le due Alfa Romeo 6C 1500 SS Spider Zagato (senza compressore) di Marinoni - Guidotti e Bornigia - Guatta seguite dalla prima delle Bugatti T43, quella di Brilli-Peri. Le altre due arriveranno comunque al traguardo, ma in posizioni di rincalzo, attardate da vari problemi meccanici. Le Lancia Lambda di Scarfiotti - Lasagna e Radice - Lissoni si piazzarono 7° e 9°, separati dall'Alfa Romeo 6C 1500 SS Spider Zagato di Presenti - Canvesi e seguite dalla OM 665 "Superba" S MM Spider di Morandi - Coffani, in 10ª posizione.
Primi tra le vetture fino a 5.0 litri e 15° assoluti si classificarono Ferdinando Minoja e Renato Balestrero su una delle due LaSalle. Le Fiat 509 S trionfarono nella classe 1,1 litri con i vincitori Giuseppe Gilera, futuro patron della casa motociclistica, e Manenti classificatesi 28° assoluti.

### Risultati[1]
| Pos. | N° | Equipaggio                                  | Vettura                                         | Scuderia | Tempo/Ritiro | Categoria |
| ---- | -- | ------------------------------------------- | ----------------------------------------------- | -------- | ------------ | --------- |
| 1    | 30 | Giuseppe Campari Giulio Ramponi             | Alfa Romeo 6C 1500 SS Compressore Spider Zagato |          | 19h14'05"800 | S 1.5     |
| 2    | 61 | Archimede Rosa Franco Mazzotti              | OM 665 "Superba" S MM                           |          | 19h22'22"400 | S 2.0     |
| 3    | 70 | Ermenegildo Strazza Attilio Varallo         | Lancia Lambda 221 spider Casaro                 |          | 19h37'37"400 | S 3.0     |
| 4    | 26 | Attilio Marinoni Giovanni Battista Guidotti | Alfa Romeo 6C 1500 SS Spider Zagato             |          | 19h38'13"800 | S 1.5     |
| 5    | 33 | A. Bornigia Amedeo Guatta                   | Alfa Romeo 6C 1500 SS Spider Zagato             |          | 19h42'00"000 | S 1.5     |
| 6    | 83 | Gastone Brilli-Peri Lumini                  | Bugatti Tipo 43                                 |          | 19h45'44"600 | S 3.0     |
| 7    | 66 | Luigi Scarfiotti Lasagna                    | Lancia Lambda                                   |          | 19h52'02"800 | S 3.0     |
| 8    | 25 | Presenti Carlo Canavesi                     | Alfa Romeo 6C 1500 SS Spider Zagato             |          | 20h10'55"000 | S 1.5     |
| 9    | 63 | Radice Lissoni                              | Lancia Lambda                                   |          | 20h13'17"000 | S 3.0     |
| 10   | 44 | Giuseppe Morandi Vincenzo Coffani           | OM 665 "Superba" S MM                           |          | 20h26'40"600 | S 2.0     |
| 11   | 64 | Giacosa Storari                             | Lancia Lambda                                   |          | 20h29'55"200 | S 3.0     |
| 12   | 40 | Francesconi Bassi                           | OM 665 "Superba" S MM                           |          | 21h03'39"000 | S 2.0     |
| 13   | 84 | Tazio Nuvolari Amedeo Bignami               | Bugatti Tipo 43                                 |          | 21h13'42"000 | S 3.0     |
| 14   | 27 | Guido Mancinelli Carlo Bruno                | Alfa Romeo 6C 1500 SS Spider Zagato             |          | 21h14'20"400 | S 1.5     |
| 15   | 94 | Ferdinando Minoia Renato Balestrero         | LaSalle                                         |          | 21h17'25"600 | S 5.0     |
| 16   | 85 | Pietro Bordino De Gioannini                 | Bugatti Tipo 43                                 |          | 21h20'30"000 | S 3.0     |
| 17   | 35 | Bonamico Coccia                             | Alfa Romeo 6C 1500 Sport                        |          | 21h36'08"200 | S 1.5     |
| 18   | 45 | Schieppati Luigi Arcangeli                  | OM 665 "Superba" S MM                           |          | 21h47'56"000 | S 2.0     |
| 19   | 72 | Gutermann Munaron                           | Lancia Lambda                                   |          | 21h56'49"200 | S 3.0     |
| 20   | 31 | Fussi Sozzi                                 | Alfa Romeo 6C 1500 SS Spider Zagato             |          | 22h14'55"200 | S 1.5     |
| 21   | 46 | Serboli Masperi                             | OM 665 "Superba" S MM                           |          | 22h22'56"000 | S 2.0     |
| 22   | 95 | Gioacchino Leonardi Ciriaci                 | Chrysler 72                                     |          | 22h25'08"600 | S 5.0     |
| 23   | 21 | Tonini Parenti                              | Maserati 26 MM                                  |          | 22h30'05"000 | S 1.5     |
| 24   | 43 | Tommasini Berti                             | OM 665 "Superba" S MM                           |          | 22h31'36"400 | S 2.0     |
| 25   | 96 | Lodolini Ruggeri                            | Chrysler 72                                     |          | 23h13'54"600 | S 5.0     |
| 26   | 93 | Mario Danieli Corrado Lotti                 | LaSalle                                         |          | 23h22'11"200 | S 5.0     |
| 27   | 88 | Terziani Forti                              | Ansaldo 6B IV serie                             |          | 23h41'28"600 | S 3.0     |
| 28   | 4  | Giuseppe Gilera Manenti                     | Fiat 509 S                                      |          | 23h59'05"200 | S 1.1     |
| 29   | 32 | Segafredo Gidoni                            | Ceirano tipo S 150                              |          | 24h03'42"800 | S 1.5     |
| 30   | 18 | Cagna Zampieri                              | Fiat 509 S                                      |          | 25h02'12"400 | S 1.1     |
| 31   | 42 | Carlo Gazzabini G. Guerrini                 | OM 665 "Superba" S MM                           |          | 25h07'32"200 | S 2.0     |
| 32   | 67 | "Frate Ignoto" Lazzari                      | Lancia Lambda                                   |          | 25h16'24"600 | S 3.0     |
| 33   | 16 | Crespi Barbieri                             | SAM tipo C 25J                                  |          | 26h06'16"000 | S 1.1     |
| 34   | 81 | Tarabini Baciocchi                          | Alfa Romeo RL SS                                |          | 26h07'28"400 | S 3.0     |
| 35   | 2  | Ferrari Mazzotti                            | Fiat 509 S                                      |          | 26h10'48"200 | S 1.1     |
| 36   | 9  | Portioli Dall'Olio                          | Amilcar CGS                                     |          | 26h47'09"200 | S 1.1     |
| 37   | 14 | Ravasio Piccoli                             | Fiat 509 S                                      |          | 27h56'38"200 | S 1.1     |
| 38   | 58 | Drescher Visibelli                          | OM 665 "Superba" S MM                           |          | 28h34'30"800 | S 2.0     |
| 39   | 36 | de Giovanni Boris                           | Alfa Romeo 6C 1500 Sport                        |          | 29h01'58"600 | S 1.5     |
| 40   | 3  | De Martis Ambrogio                          | Fiat 509 S                                      |          | 29h58'23"600 | S 1.1     |
| Rit. | 1  | Cazzulani Livraghi                          | Peugeot 5CV tipo MM                             |          |              | S 1.1     |
| Rit. | 6  | Alicandri D'Amico                           | Salmson 1100                                    |          |              | S 1.1     |
| Rit. | 7  | Ferrarin Zanini                             | Fiat 509 S                                      |          |              | S 1.1     |
| Rit. | 8  | Martini Bernardi Burchi                     | Fiat 509 S                                      |          |              | S 1.1     |
| Rit. | 10 | Zanelli Ricceri                             | Fiat 509 S                                      |          |              | S 1.1     |
| Rit. | 11 | Manzoni Mutti                               | Fiat 509 S                                      |          |              | S 1.1     |
| Rit. | 12 | Luigi Fagioli Lauri                         | Salmson 1100                                    |          |              | S 1.1     |
| Rit. | 15 | Capello Azzaroni                            | Fiat 509 S                                      |          |              | S 1.1     |
| Rit. | 19 | Matrullo Ferranti                           | Salmson 1100                                    |          |              | S 1.1     |
| Rit. | 20 | de Rothschild Lora                          | Fiat 509 S                                      |          |              | S 1.1     |
| Rit. | 22 | Farinacci Spineto                           | Ceirano tipo S 150                              |          |              | S 1.5     |
| Rit. | 29 | Lissoni                                     | Fiat 501 S                                      |          |              | S 1.5     |
| Rit. | 34 | Piva Moretti                                | Bugatti Tipo 37                                 |          |              | S 1.5     |
| Rit. | 39 | Aymo Maggi Ernesto Maserati                 | Maserati 26B MM                                 |          |              | S 2.0     |
| Rit. | 47 | Butteri Anzuinelli                          | OM 665 "Superba" S MM                           |          |              | S 2.0     |
| Rit. | 48 | Bucchetti Turner                            | Ansaldo 6B IV serie                             |          |              | S 2.0     |
| Rit. | 49 | Biazzi Vergani Gerevini                     | OM 665 "Superba" S MM                           |          |              | S 2.0     |
| Rit. | 50 | Fedeli Ugolini                              | OM 665 "Superba" S MM                           |          | Incidente    | S 2.0     |
| Rit. | 51 | Franco Cortese Cucchia                      | Itala tipo 61                                   |          |              | S 2.0     |
| Rit. | 52 | Carbonelli Pozzi                            | Itala tipo 61                                   |          |              | S 2.0     |
| Rit. | 53 | Casarotti Marino                            | Itala tipo 61                                   |          |              | S 2.0     |
| Rit. | 55 | Cirio Ferrero                               | Itala tipo 61                                   |          |              | S 2.0     |
| Rit. | 56 | Bernardi Calzolari                          | OM 665 "Superba" S MM                           |          |              | S 2.0     |
| Rit. | 57 | Chiabotti Crosti                            | Bugatti Tipo 37                                 |          |              | S 2.0     |
| Rit. | 59 | Gianfranco Comotti Renzi                    | OM 665 "Superba" S MM                           |          |              | S 2.0     |
| Rit. | 60 | Achille Varzi Tabacchi                      | Bugatti Tipo 35B                                |          |              | S 2.0     |
| Rit. | 62 | Borgorelli Ottaviani Marsili                | Lancia Lambda                                   |          |              | S 3.0     |
| Rit. | 65 | Artelli Richetti                            | Alfa Romeo RL SS                                |          |              | S 3.0     |
| Rit. | 68 | "Tartaruga" "Formica"                       | Lancia Lambda                                   |          |              | S 3.0     |
| Rit. | 69 | Villa Romano                                | Bianchi tipo 20                                 |          |              | S 3.0     |
| Rit. | 71 | Luigi Gismondi G. Valsania                  | Lancia Lambda                                   |          | Incidente    | S 3.0     |
| Rit. | 73 | Guerrero Frassinelli                        | Lancia Lambda                                   |          |              | S 3.0     |
| Rit. | 74 | Battaglini                                  | Lancia Lambda                                   |          |              | S 3.0     |
| Rit. | 75 | Benelli                                     | Lancia Lambda                                   |          |              | S 3.0     |
| Rit. | 78 | Ghirardi Lombardi                           | Lancia Lambda                                   |          |              | S 3.0     |
| Rit. | 79 | Attilio Marinoni Morbidini                  | Ansaldo 6B IV serie                             |          |              | S 3.0     |
| Rit. | 82 | "Teddy" "Green"                             | Lancia Lambda                                   |          |              | S 3.0     |
| Rit. | 86 | Guido Cattaneo Della Valle                  | Lancia Lambda                                   |          |              | S 3.0     |
| Rit. | 90 | Emilio Marerassi Rodolfo Caruso             | Chrysler 72                                     |          |              | S 5.0     |
| Rit. | 91 | Manuel de Teffé Maria Antonietta Avanzo     | Chrysler 72                                     |          |              | S 5.0     |
| Rit. | 92 | Giovanni Minozzi Ascari                     | Alfa Romeo RLSS                                 |          |              | S 5.0     |
| Rit. | 98 | Farinotti Favero                            | Lorraine-Dietrich tipo B/3/6                    |          |              | S 5.0     |
| NP   | 5  | A. Riolo -                                  | Fiat 509 S                                      |          |              | S 1.1     |
| NP   | 13 | Confalonieri Ghiringhelli                   | Fiat 509 S                                      |          |              | S 1.1     |
| NP   | 23 | T. Arrivabene -                             | Bugatti Tipo 40                                 |          |              | S 1.5     |
| NP   | 24 | Brunori Attili                              | Maserati 26 MM                                  |          |              | S 1.5     |
| NP   | 37 | Moresco Ciancherotti                        | -                                               |          |              | S 1.5     |
| NP   | 41 | Romano Martinelli                           | Bugatti                                         |          |              | S 2.0     |
| NP   | 76 | Silingardi Pezzuoli                         | Alfa Romeo RL SS                                |          |              | S 3.0     |
| NP   | 77 | Boninsegna Bartolini                        | Lancia Lambda                                   |          |              | S 3.0     |
| NP   | 80 | R. Lucifero -                               | Diatto tipo 26                                  |          |              | S 3.0     |